# زندگی قبل از چشمان او
زندگی قبل از چشمان او (به انگلیسی: The Life Before Her Eyes) فیلمی محصول سال ۲۰۰۷ و به کارگردانی وادیم پرلمان است. در این فیلم بازیگرانی همچون اوما تورمن، ایوان ریچل وود، اوا اموری، برت کالن، گابریل برنان، آدام چانلر-برات، اسکار آیزاک، تنر کوئن، لین کوئن، جان ماگارو و مالی پرایس ایفای نقش کرده‌اند.